# Aumont (Somme)
Pour les articles homonymes, voir Aumont.
Aumont est une commune française située dans le département de la Somme en région Hauts-de-France.

## Géographie

### Localisation
Aumont est un village picard du Vimeu.
À vol d'oiseau, la localité est située à 9 km au sud d'Airaines, 26 km au sud-est d'Abbeville et à 26 km à l'ouest d'Amiens.
Le territoire de la commune est limitrophe de ceux de trois communes.
Les communes limitrophes sont  Avelesges, Hornoy-le-Bourg et Méricourt-en-Vimeu.

### Hydrographie
La commune est située dans le bassin Artois-Picardie. Elle n'est drainée par aucun cours d'eau.

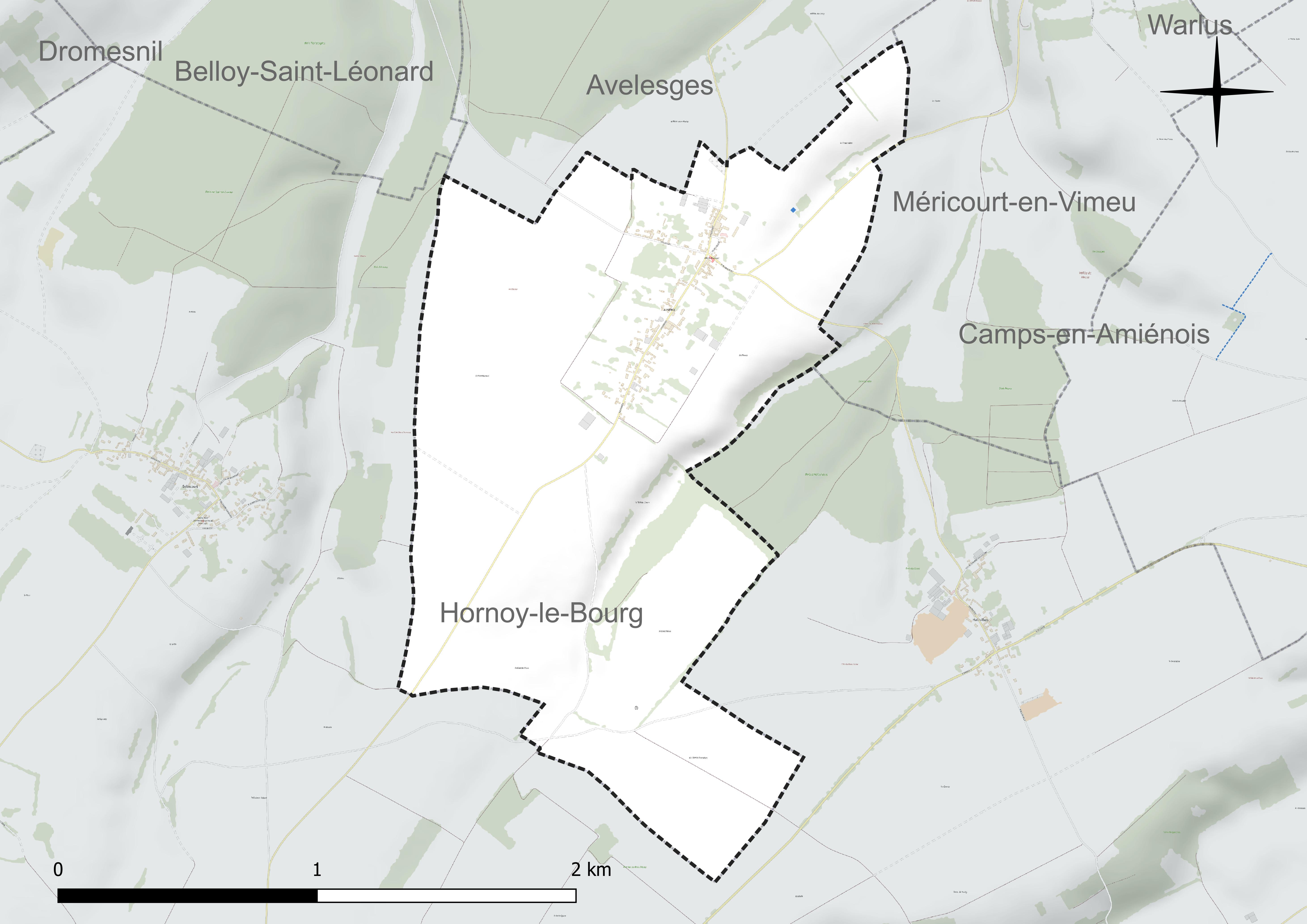
Réseau hydrographique d'Aumont.

### Climat
Pour des articles plus généraux, voir Climat des Hauts-de-France et Climat de la Somme.
En 2010, le climat de la commune est de type climat océanique altéré, selon une étude du CNRS s'appuyant sur une série de données couvrant la période 1971-2000. En 2020, Météo-France publie une typologie des climats de la France métropolitaine dans laquelle la commune est exposée à un climat océanique et est dans la région climatique Côtes de la Manche orientale, caractérisée par un faible ensoleillement (1 550 h/an) ; forte humidité de l'air (plus de 20 h/jour avec humidité relative > 80 % en hiver), vents forts fréquents.
Pour la période 1971-2000, la température annuelle moyenne est de 10,1 °C, avec une amplitude thermique annuelle de 13,8 °C. Le cumul annuel moyen de précipitations est de 786 mm, avec 12,4 jours de précipitations en janvier et 8,3 jours en juillet. Pour la période 1991-2020, la température moyenne annuelle observée sur la station météorologique la plus proche, située sur la commune d'Oisemont à 14 km à vol d'oiseau, est de 11,1 °C et le cumul annuel moyen de précipitations est de 801,4 mm,. Pour l'avenir, les paramètres climatiques de la commune estimés pour 2050 selon différents scénarios d'émission de gaz à effet de serre sont consultables sur un site dédié publié par Météo-France en novembre 2022.

## Urbanisme

### Typologie
Au 1er janvier 2024, Aumont est catégorisée commune rurale à habitat dispersé, selon la nouvelle grille communale de densité à sept niveaux définie par l'Insee en 2022.
Elle est située hors unité urbaine. Par ailleurs la commune fait partie de l'aire d'attraction d'Amiens, dont elle est une commune de la couronne,. Cette aire, qui regroupe 369 communes, est catégorisée dans les aires de 200 000 à moins de 700 000 habitants,.

### Occupation des sols
L'occupation des sols de la commune, telle qu'elle ressort de la base de données européenne d'occupation biophysique des sols Corine Land Cover (CLC), est marquée par l'importance des territoires agricoles (97,2 % en 2018), une proportion identique à celle de 1990 (97,2 %). La répartition détaillée en 2018 est la suivante : 
terres arables (77,3 %), zones agricoles hétérogènes (19,9 %), forêts (2,8 %). L'évolution de l'occupation des sols de la commune et de ses infrastructures peut être observée sur les différentes représentations cartographiques du territoire : la carte de Cassini (XVIIIe siècle), la carte d'état-major (1820-1866) et les cartes ou photos aériennes de l'IGN pour la période actuelle (1950 à aujourd'hui).

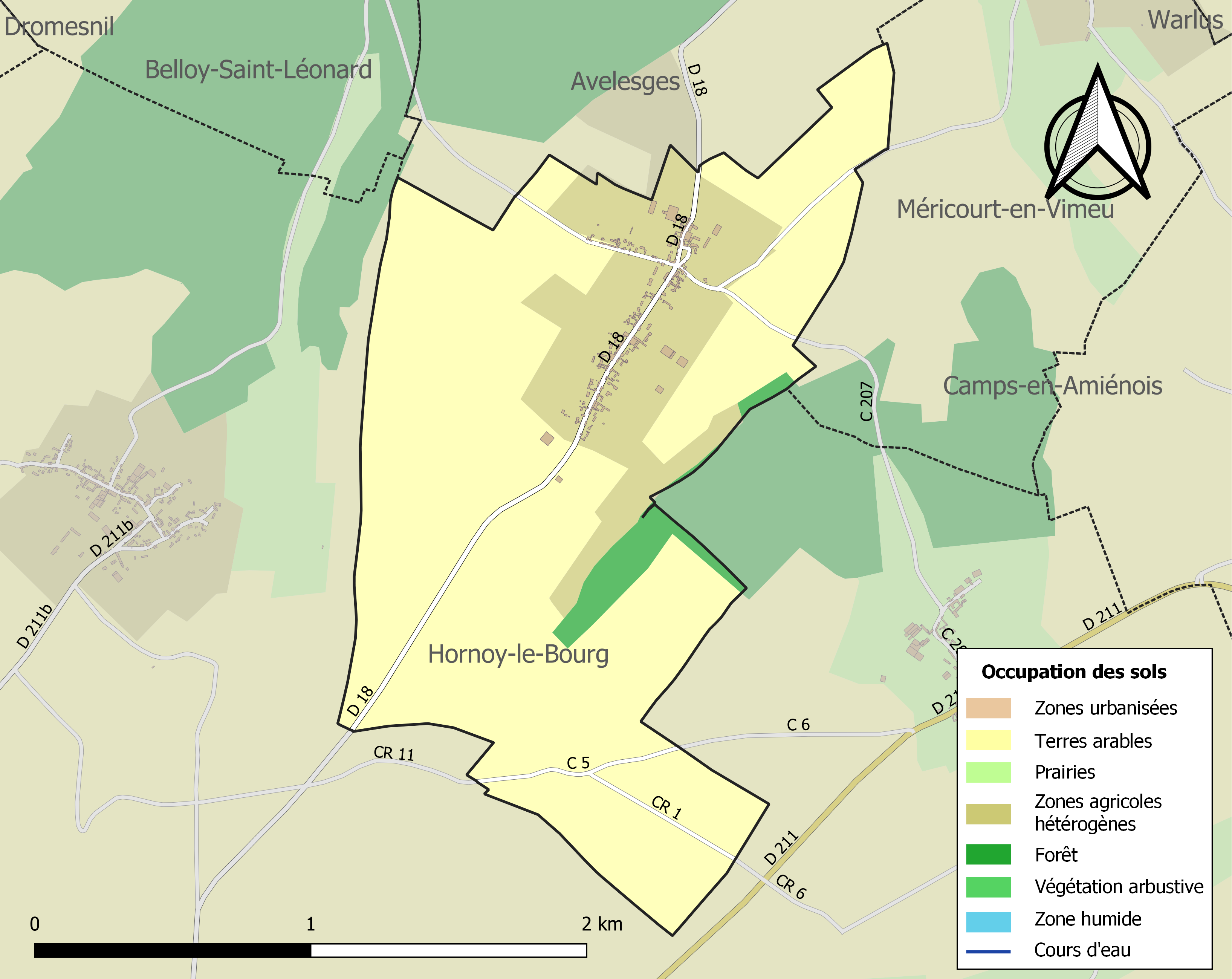
Carte des infrastructures et de l'occupation des sols de la commune en 2018 (CLC).

## Toponymie
Le nom de la localité est attesté sous la forme Almunt en 1135.
Ad montem, Haut mont, le nom du village exprime une idée de hauteur[source insuffisante].

## Politique et administration

### Rattachements administratifs et électoraux
La commune se trouve dans l'arrondissement d'Amiens du département de la Somme. Pour l'élection des députés, elle fait partie depuis 2012 de la quatrième circonscription de la Somme.
Elle faisait partie depuis 1802 du canton de Hornoy-le-Bourg. Dans le cadre du redécoupage cantonal de 2014 en France, la commune est intégrée au canton de Poix-de-Picardie.

### Intercommunalité
La commune était membre de la communauté de communes du Sud-Ouest Amiénois, créée en 2004.
Dans le cadre des dispositions de la loi portant nouvelle organisation territoriale de la République du 7 août 2015, qui prévoit que les établissements publics de coopération intercommunale (EPCI) à fiscalité propre doivent avoir un minimum de 15 000 habitants, la préfète de la Somme propose en octobre 2015 un projet de nouveau schéma départemental de coopération intercommunale (SDCI) qui prévoit la réduction de 28 à 16 du nombre des intercommunalités à fiscalité propre du département.
Ce projet prévoit la « fusion des communautés de communes du Sud-Ouest Amiénois, du Contynois et de la région d'Oisemont », le nouvel ensemble de 37 412 habitants regroupant 120 communes,. À la suite de l'avis favorable de la commission départementale de coopération intercommunale en janvier 2016, la préfecture sollicite l'avis formel des conseils municipaux et communautaires concernés en vue de la mise en œuvre de la fusion.
La communauté de communes Somme Sud-Ouest (CC2SO), dont est désormais membre la commune, est ainsi créée au 1er janvier 2017.

### Liste des maires
| Période                                  | Période                       | Identité                     | Étiquette | Qualité |
| ---------------------------------------- | ----------------------------- | ---------------------------- | --------- | --- |
| Les données manquantes sont à compléter. |                               |                              |           | |
| 1800                                     | 1812                          | Charles Antoine Henry Danzel |           | |
| 1813                                     | 1821                          | Fervaire Gorenflos           |           | |
| 1821                                     | 1834                          | Jean Baptiste Dumesnil       |           | Capitaine d'infanterie de ligne. Chevalier de la Légion d'honneur |
| 1834                                     | 1848                          | Charles Danzel               |           | |
| 1848                                     | 1855                          | Augustin Severain Digeon     |           | Cultivateur, propriétaire exploitant. |
| 1855                                     | 1871                          | Charles Danzel               |           | |
| 1871                                     | 1905                          | Marie Arthur Danzel d'Aumont | Droite    | Lieutenant-colonel dans la Garde mobile de la Somme. Officier de la Légion d'honneur. Médaille de Chine. Médaille S.M. La Reine d'Angleterre avec agrafe. Conseiller général d'Hornoy (1888 → 1895) |
| Les données manquantes sont à compléter. |                               |                              |           | |
| mars 2001                                | 2008                          | Hervé Danzel d'Aumont        |           | |
| mars 2008                                | 2020                          | Roseline Van Dyck            |           | |
| mai 2020                                 | En cours (au 2 décembre 2020) | Christophe Martin            |           | |

## Population et société

### Démographie
L'évolution du nombre d'habitants est connue à travers les recensements de la population effectués dans la commune depuis 1793. Pour les communes de moins de 10 000 habitants, une enquête de recensement portant sur toute la population est réalisée tous les cinq ans, les populations de référence des années intermédiaires étant quant à elles estimées par interpolation ou extrapolation. Pour la commune, le premier recensement exhaustif entrant dans le cadre du nouveau dispositif a été réalisé en 2007.

En 2022, la commune comptait 128 habitants, en évolution de −9,22 % par rapport à 2016 (Somme : −1,26 %, France hors Mayotte : +2,11 %).
| 1793 | 1800 | 1806 | 1821 | 1831 | 1836 | 1841 | 1846 | 1851 |
| ---- | ---- | ---- | ---- | ---- | ---- | ---- | ---- | ---- |
| 340  | 292  | 600  | 396  | 384  | 383  | 371  | 366  | 375  |

| 1856 | 1861 | 1866 | 1872 | 1876 | 1881 | 1886 | 1891 | 1896 |
| ---- | ---- | ---- | ---- | ---- | ---- | ---- | ---- | ---- |
| 361  | 354  | 338  | 353  | 347  | 318  | 310  | 291  | 251  |

| 1901 | 1906 | 1911 | 1921 | 1926 | 1931 | 1936 | 1946 | 1954 |
| ---- | ---- | ---- | ---- | ---- | ---- | ---- | ---- | ---- |
| 239  | 235  | 216  | 187  | 179  | 164  | 170  | 140  | 154  |

| 1962 | 1968 | 1975 | 1982 | 1990 | 1999 | 2006 | 2007 | 2012 |
| ---- | ---- | ---- | ---- | ---- | ---- | ---- | ---- | ---- |
| 134  | 118  | 110  | 104  | 108  | 116  | 137  | 140  | 136  |

| 2017 | 2022 | - | - | - | - | - | - | - |
| ---- | ---- | - | - | - | - | - | - | - |
| 145  | 128  | - | - | - | - | - | - | - |

Les chiffres du recensement de 1806 semblent manifestement surévalués.

## Culture locale et patrimoine

### Lieux et monuments
- Église Saint-Servais à clocher-mur.
- Oratoire dédié à la Vierge, à poivrière, dans un angle du mur entourant le château[16].

.

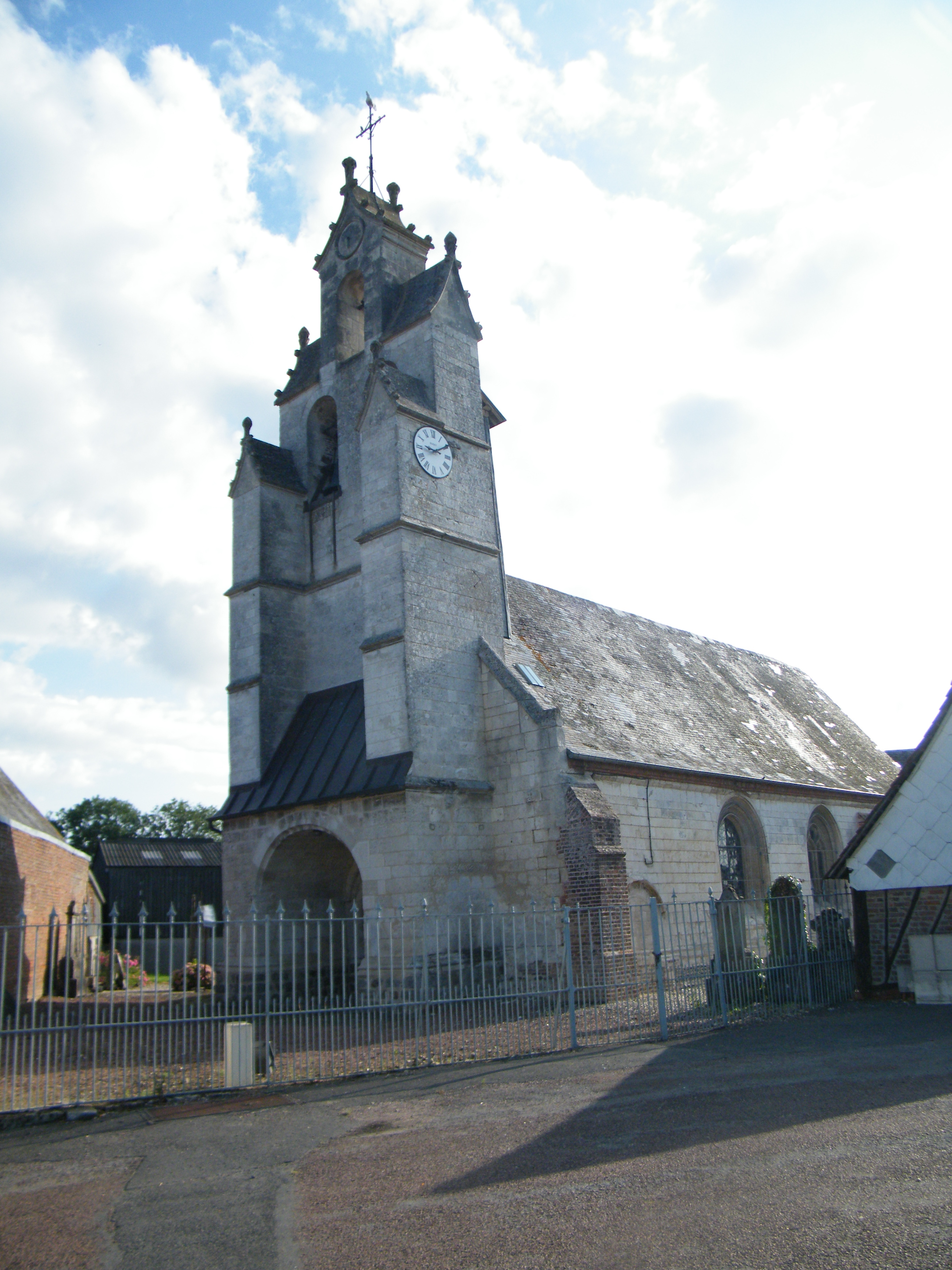
Saint-Servais.
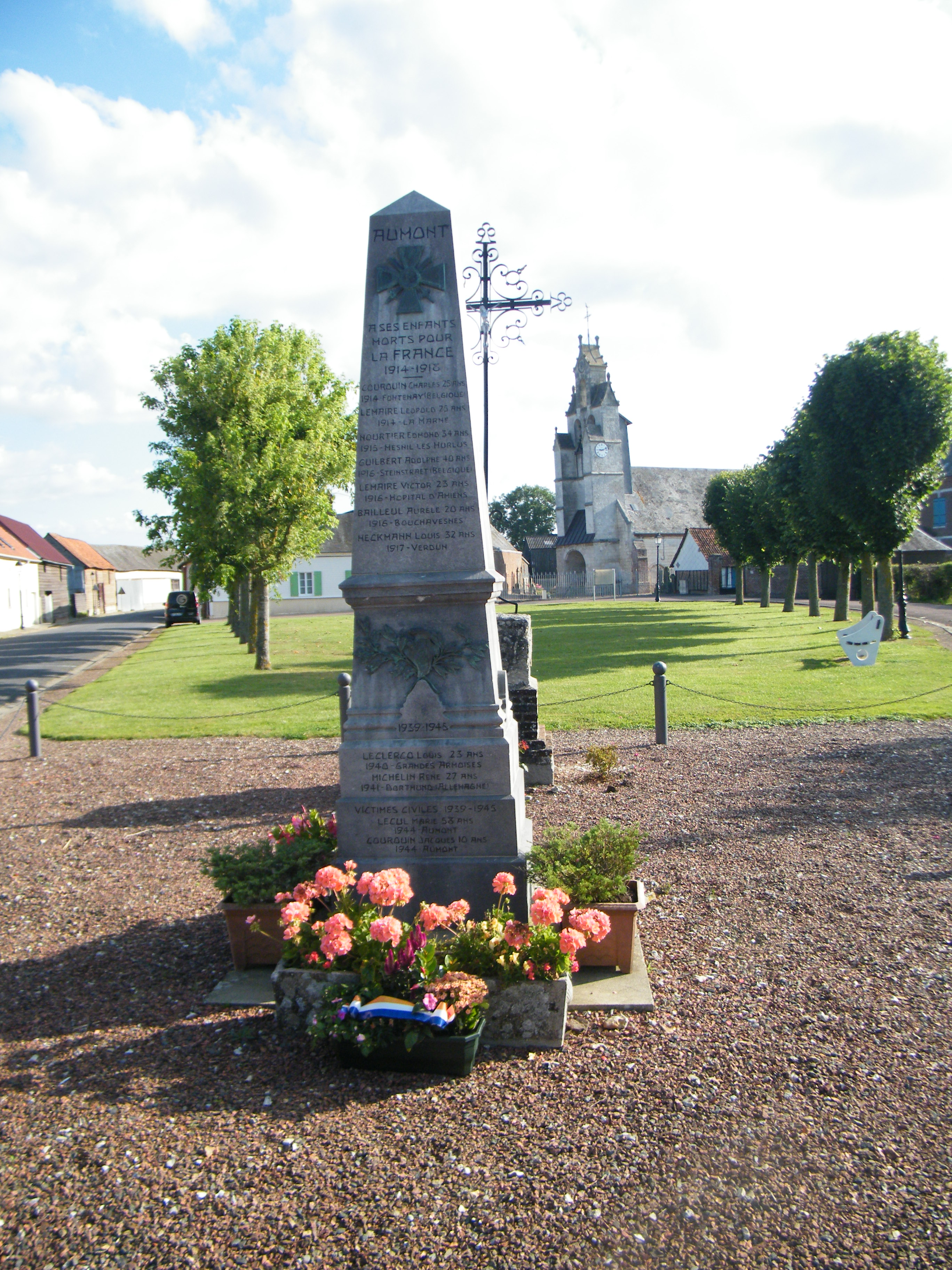
Monument aux morts.
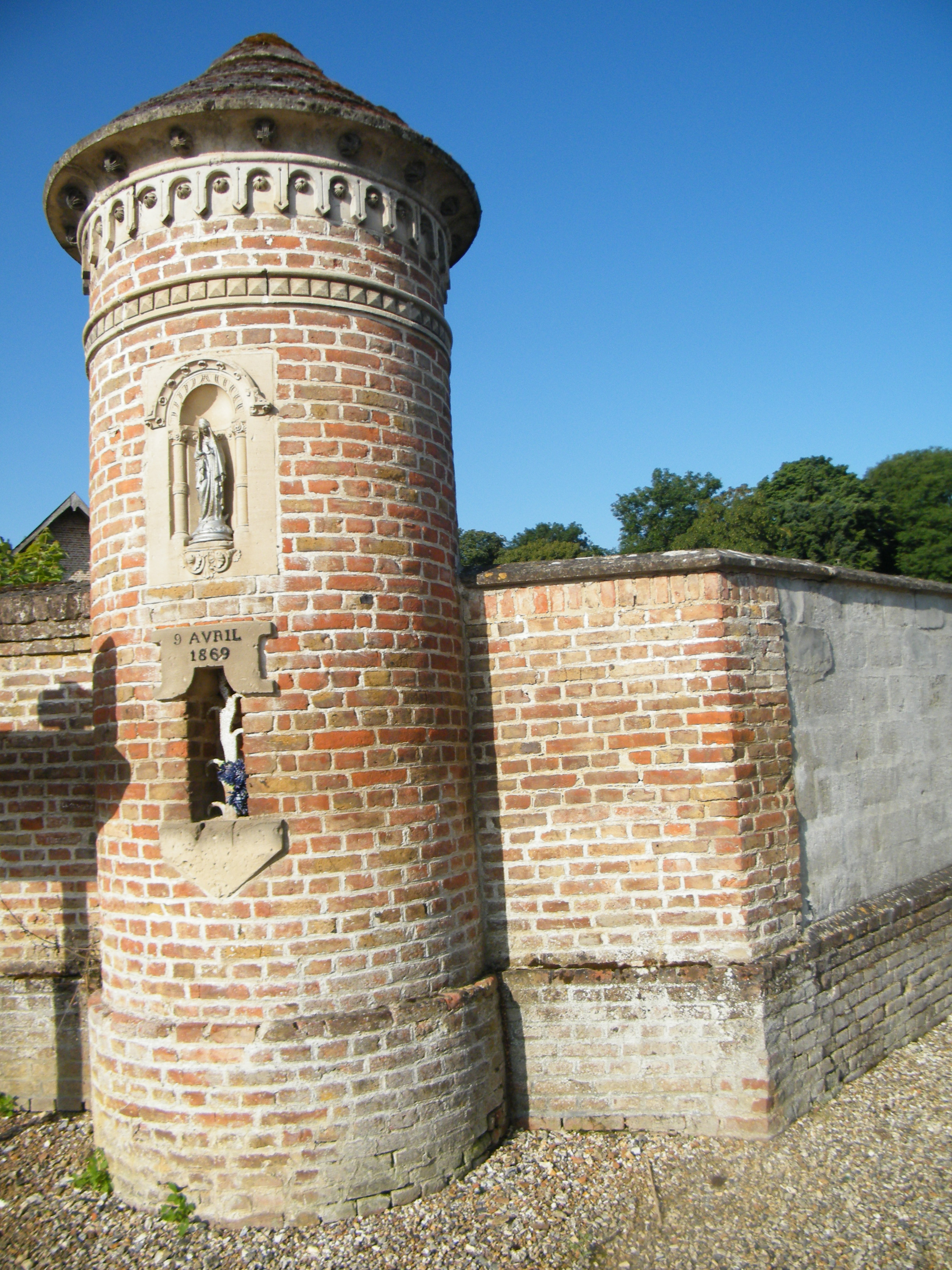
Hommage religieux.
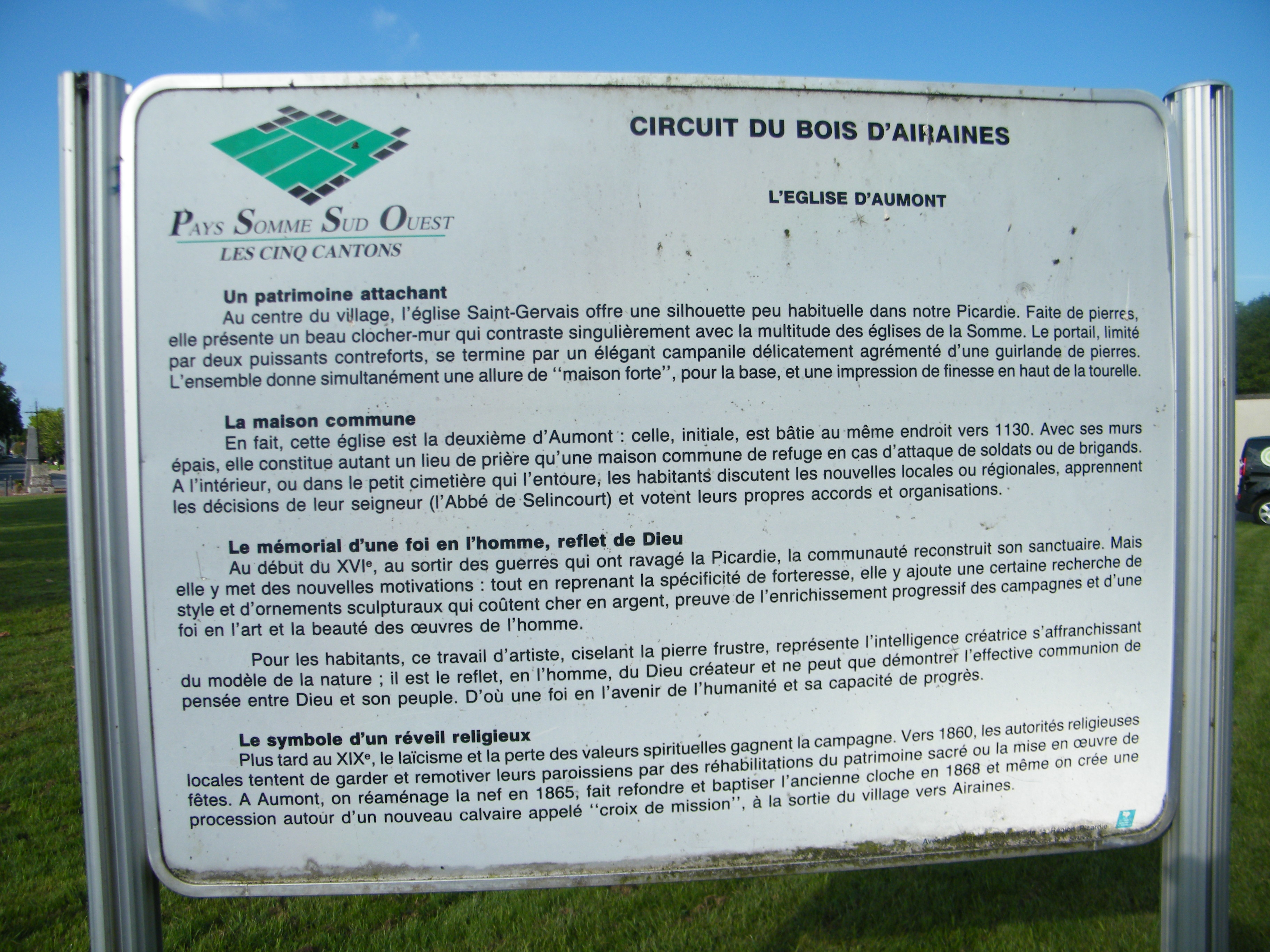
Histoire locale et religion.
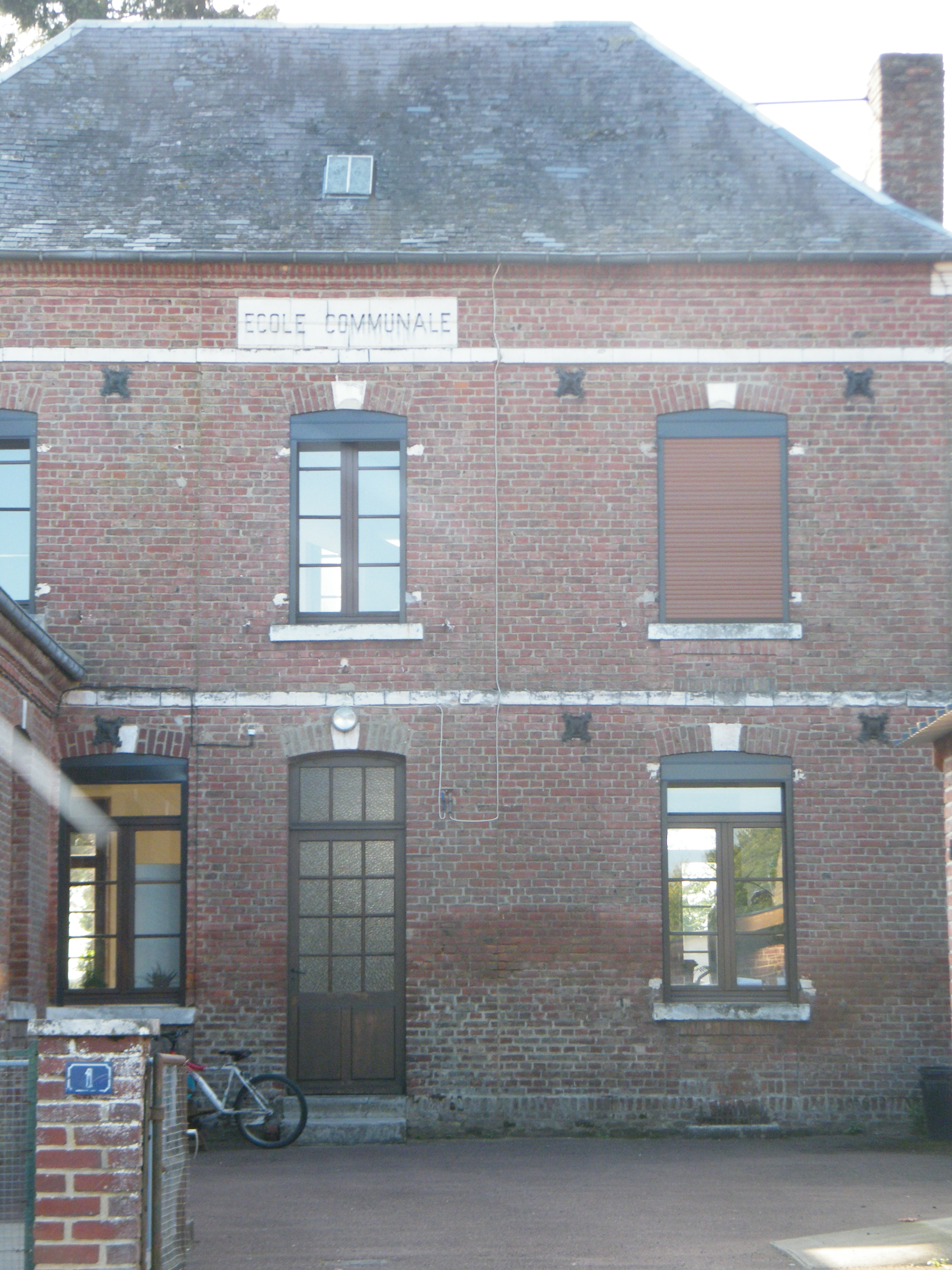
Ancienne école.

## Pour approfondir